# Anders Krag
Anders Krag (født 1553 i Ribe, død 8. juni 1600 i København) var en dansk fysiker og læge. Han var professor og rektor ved Københavns Universitet.
Krag studerede i forskellige byer i Tyskland og i Montpellier, hvor han 1585 blev dr.med. 1586 blev han Prof. Pædagogicus i København, 1590 i matematik og senere i fysik.
Han var en ivrig tilhænger af Peter Ramus og bekæmpede som følge deraf den skolastiske retning og Aristoteles’ lære, der dengang var den herskende, og fremdrog Platon i stedet for. Som læge var han nærmest en tilhænger af Paracelsus. Han havde betydelig lægepraksis og fulgte dronning Anna på hendes rejse til Skotland.